# Horacio Vázquez-Rial
Horacio Vázquez Rial (Buenos Aires, 20 de marzo de 1947 - Madrid, 6 de septiembre de 2012) fue un escritor, periodista, traductor e historiador hispanoargentino. 

## Biografía
Hijo de emigrantes españoles (nacido en el Centro Gallego de Buenos Aires).
Militante trotskista en su juventud, hubo de exiliarse de Argentina en noviembre de 1974 ante las amenazas a su vida de la Triple A. Solo regresaría doce años más tarde.
Había comenzado en Argentina estudios de medicina y sociología, pero finalmente se licenció en Historia Medieval y se doctoró en Geografía Humana por la Universidad de Barcelona, ciudad que le encantó tras conocer a Juan Marsé y donde residió de 1968 a 2008, año en que se trasladó a Madrid. 
Ejerció como profesor de Geografía Humana y de escritura creativa. Trabajó además como editor y periodista. 
Se inició en la literatura como poeta, en 1965, con la publicación de Juegos del archipiélago. Catorce años después sacó un segundo poemario, Los borrachos en el cementerio, pero donde sobresaldría sería en la narrativa y el ensayo.
Fue finalista del Premio Nadal en 1986, con la novela Historia del Triste, finalista del Plaza & Janés en 1989 con La reina de oros, y ganador de los premios Fernando Quiñones en 2003 con La capital del olvido, Generación del 27 2006 con El cuñado de Nietzsche y otros viajes y La otra orilla 2006, del Grupo Editorial Norma/Belacqva, con El camino del Norte. Otra importante novela suya, fundada en la biografía del músico, militar republicano y espía Gustavo Durán, es El soldado de porcelana (1997).
Como otros intelectuales de su generación, fue cuestionándose paulatinamente sus propias posiciones de izquierda y decantándose hacia posiciones derechistas. Ajustó cuentas de forma definitiva con el progresismo tras el 11-S, y lo plasmó en su ensayo La izquierda reaccionaria:

El 11 de septiembre de 2001 sabía ya, por ejemplo, que la izquierda tradicional, fuese comunista, socialista o socialdemócrata, era antisemita, explícita o implícitamente, de forma consciente o inconsciente, pero ignoraba hasta qué punto. Sabía que esa izquierda no se había hecho cargo de problemas como la inmigración, el funcionamiento democrático o las relaciones entre países, asuntos en los que había salido al paso con respuestas tan ridículas como inadecuadas, del tipo del multiculturalismo, la política de masas o el pérfido imperialismo, cuando no con alianzas perversas con gobiernos de países expulsores de emigrantes como Cuba o Marruecos, pero no conseguía distinguir con claridad, o me negaba a ello por oscuras razones afectivas, que esas respuestas eran producto de un odio a Occidente  –a la cultura de la que nació el pensamiento progresista, a la cultura de la Ilustración y la razón, y a las sociedades abiertas en las que prosperó– rayano en lo patológico y, desde luego, profundamente irracional. Sabía, en suma, que la izquierda había devenido reaccionaria, pero desconocía la medida real de su reaccionarismo. Pero entre el 11 y el 20 de septiembre de 2001, aproximadamente, esta se definió con toda precisión
La izquierda reaccionaria (2003)

Fue uno de los promotores de la asociación Ciudadanos de Cataluña y uno de los firmantes del manifiesto de esta «Por la creación de un nuevo partido político en Cataluña», germen del Ciudadanos-Partido de la Ciudadanía. Durante los últimos 25 años de su vida publicó artículos en los principales periódicos españoles, desde el ABC hasta El País y desde Ya hasta El Mundo. Fue asiduo también de la prensa en Internet, mediante sus columnas en Libertad Digital, Diario de América, en un blog en Periodista Digital y colaborador en la fundación FAES. Asesor de Esperanza Aguirre en sus últimos años de vida.
Falleció de un cáncer de pulmón el 6 de septiembre de 2012. Cuando en 2011 se enteró de su enfermedad, dijo: “No, no tengo miedo a la muerte. Ninguno. Soy agnóstico (…) pero he vivido según la norma pascaliana 'como si Dios existiera'”. Fue incinerado en el cementerio de La Almudena.

## Obra

### Novela
- El camino del norte, Belacqva, 2006 (Premio La otra orilla, del Grupo Editorial Norma/Belacqva)
- La capital del olvido, Alianza, Madrid, 2004, ISBN 9788420645544 (Premio Fernando Quiñones)
- Revolución, Ediciones B, Barcelona, 2002
- Las dos muertes de Gardel, Ediciones B, Barcelona, 2001
- La guerra secreta, Ediciones B, Barcelona, 2001; contiene 5 textos (dos de ellos, inéditos):
  - Historia del Triste, El lugar del deseo (inédita), La libertad de Italia, Territorios vigilados y Crónica de Ana (inédita)
- Las leyes del pasado, Ediciones B, Barcelona, 2000
- La pérdida de la razón, RBA, Barcelona, 1999
- El maestro de los ángeles, Ediciones SM, Madrid, 1997
- El soldado de porcelana, Ediciones B, Barcelona, 1997 (reedición: Suma de Letras, Madrid, 2001)
- Frontera sur, Alfaguara, Madrid, 1994 (filmada por Gerardo Herrero en 1998)
- La isla inútil, Editorial Juventud, Barcelona, 1991 (reedición: Acento Editorial, Madrid, 1997)
- Los últimos tiempos, Plaza & Janés, Barcelona, 1991 (reedición: Ediciones B, Barcelona, 1998)
- La reina de oros, Plaza & Janés, Barcelona, 1989 (finalista del Premio Plaza y Janés de Novela 1989)
- Territorios vigilados, Destino, Barcelona, 1988 (reedición: Plaza & Janés, Barcelona, Biblioteca de Autor, 1991)
- La libertad de Italia, (con postfacio de Juan Luis Cebrián; Destino, Barcelona, 1987
- Historia del Triste, Destino, Barcelona, enero de 1987  (finalista del Premio Nadal 1986; reedición: Plaza & Janés, Barcelona, Biblioteca de Autor, 1989)
- Oscuras materias de la luz, Alfaguara, Madrid, 1986 (reedición: Biblioteca de El Sol, Madrid, 1991)
- El viaje español, Alfaguara, Madrid, 1985 (reedición: Plaza & Janés, Barcelona, Biblioteca de Autor, 1990)
- Segundas personas, Alfaguara, Madrid, 1983 (reedición: Plaza & Janés, Barcelona, Biblioteca de Autor, 1990)

### Ensayo
- Perón, tal vez la historia Alianza, Madrid, 2005. ISBN 84-206-7690-X
- Hombres solos, Ediciones B, Barcelona, 2004
- La izquierda reaccionaria, Ediciones B, Barcelona, 2003
- El enigma argentino (descifrado para españoles), Ediciones B, Barcelona, 2002
- La formación del país de los argentinos, Javier Vergara Editor, Barcelona-Buenos Aires, 1999
- Buenos Aires 1880-1930 (editor), Alianza, Madrid, 1996
- La Guerra Civil española: una historia diferente, Plaza & Janés, Barcelona, 1996
- Buenos Aires, Destino, Barcelona, 1989
- Notas acerca de algunas políticas poblacionales de Latinoamérica, Buenos Aires, Alacode, 1974
- Santiago de Liniers. Encuentro. ISBN 978-84-9920-128-3. (2012)

### Poesía
- Los borrachos en el cementerio, La Lira Argentina, Barcelona, 1979
- Juegos del archipiélago, Buenos Aires, 1965

### Guiones de cine
- Frontera Sur (1998)

## Premios y honores
- Premio Martí i Pol a Explicación del Sur, poesía (inédita).
- Finalista del Premio Nadal 1986 por Historia del Triste.
- Finalista del Premio Plaza & Janés 1989 por La reina de oros.
- V Premio de Novela Fernando Quiñones por La capital del olvido.
- Premio La Otra Orilla 2006 (Grupo Editorial Norma/Editorial Belacqva) por El camino del norte.
- Premio Generación del 27 2006, por El cuñado de Nietzsche y otros viajes.